# Besjana Reçica
Besjana Reçica (* 13. April 1996) ist eine kosovarische Fußballspielerin.

## Karriere

### Vereine
Reçica spielte im Alter von 23 Jahren für den 1. FFC Recklinghausen. Von 2019 bis zum Ende der Hinrunde der Saison 2022/23 bestritt sie 46 Punktspiele in der drittklassigen Regionalliga West, in denen sie 23 Tore erzielte.
In der Rückrunde der Saison kam sie vom 5. März bis zum 4. Juni 2023 für den in der viertklassigen Westfalenliga vertretenen Concordia Flaesheim in sieben Saisonspielen zum Einsatz, in denen sie drei Tore erzielte.
Seit dem 1. Januar 2024 spielt sie ein zweites Mal für den 1. FFC Recklinghausen in der Regionalliga West.
Nach einem halben Jahr in Recklinghausen wurde ihr Wechsel zum FC Schalke 04 in die viertklassige Westfalenliga zur Saison 2024/25 bekannt.

### Nationalmannschaft
Reçica, deren Eltern aus dem Kosovo stammen, bestritt bislang zehn Länderspiele für die Nationalmannschaft Kosovos. Sie debütierte als Nationalspielerin am 30. August 2019 in Pristina im ersten Spiel der EM-Qualifikationsgruppe A beim 2:0-Sieg über die Nationalmannschaft der Türkei. Bis zum 6. März 2020, bei der 0:5-Niederlage in Wiesbaden gegen die Nationalmannschaft Russlands folgten drei weitere Länderspiele, bevor sie sechs von zehn Länderspielen in der WM-Qualifikationsgruppe F bestritt.